# 扎格羅斯尖條鰍
扎格羅斯尖條鰍（學名：Oxynoemacheilus zagrosensis），為輻鰭魚綱鯉形目條鰍科尖條鰍屬的其中一種。分布於亞洲伊朗庫德斯坦喬曼河流域，背鰭軟條10-11枚、臀鰭軟條7-9枚、脊椎骨32-34枚，體長可達6.1公分，棲息在河川底層水域，生活習性不明。

## 扩展阅读
維基物種上的相關：扎格羅斯尖條鰍